# Jacques Spon
Jacques Spon (auténtico nombre Jacob Spon) (Lyon, 1647 - Vevey, Suiza, 1685) fue un arqueólogo, historiador y médico francés. De origen alemán, su familia se había trasladado a Francia en 1551. Su padre fue el médico Charles Spon. De confesión protestante, durante toda su breve vida, fue un ferviente practicante y defensor de la religión reformista.
Junto al botánico inglés George Wheler, viajó a Grecia en diversas ocasiones entre 1675 y 1676 para explorar los monumentos de la Grecia Antigua. En estos años fue uno de los descubridores del Oráculo de Delfos y de multitud de piezas arqueológicas como monedas y manuscritos, muchos de ellos legados a su muerte a la Universidad de Oxford (pero existen dudas). También viajó por Italia.
Entre sus obras se encuentran Voyage d'Italie, de Dalmatie, de Grèce et du Levant, Geneva. Histoire de la république de Genève y Miscellanea eruditae antiquitatis, una obra de epigrafía.
La Revocación del Edicto de Nantes, en octubre de 1685, fue indirectamente la causa de su deceso. En vez de abjurar de su fe calvinista, Spon prefirió dejar Francia e irse ilegalmente a Zúrich. Con su dinero y equipaje robados, y en frágil estado de salud, expiró de tuberculosis en el Hospital cantonal de Vevey, el 25 de diciembre de 1685, con solo treinta y ocho años.